# Liste des pièces de collection autrichiennes en euro
 (mars 2015).
Une pièce de collection autrichienne en euro est une pièce de monnaie libellée en euro et émise par l'Autriche mais qui n'est pas destinée à circuler.  Elle est principalement destinée aux collectionneurs.
L'Autriche a été le premier pays de l'Union européenne à émettre une pièce de collection : il s'agit de la pièce de 5 euros en argent 2002 consacrée au zoo de Vienne.

## Caractéristiques des pièces autrichiennes de collection
L'Autriche émet chaque année de nombreuses pièces de collection. Ces émissions, composées de pièces de valeurs différentes (de 5 euros, de 10 euros, de 20 euros, de 25 euros, de 100 euros) sont articulées sur plusieurs séries. 
C'est l'atelier Münze Österreich qui est chargé de la frappe de ces monnaies.
| Valeur | Composition         | Diamètre | Poids   | Remarques                       |
| ------ | ------------------- | -------- | ------- | ------------------------------- |
| 1,50 € |                     |          |         |                                 |
| 5 €    | Ag 800              | 29,0 mm  | 8.00 g  | polygone arrondi à neuf côtés.  |
| 10 €   | Ag 925              | 32,0 mm  | 17,30 g |                                 |
| 20 €   | Ag 900              | 34,0 mm  | 20,00 g | [ 3 ]                           |
| 25 €   | Ag 900 / 7,15g Niob | 34,0 mm  | 17,15 g | Pièces bi-métalliques 2003-2006 |
| 25 €   | Ag 900 / 6,50g Niob | 34,0 mm  | 16,50 g | Pièces bi-métalliques 2007-2008 |
| 50 €   | Au 986              | 22,0 mm  | 10,14 g | [ 4 ]                           |
| 100 €  | Au 986              | 30,0 mm  | 16,20 g | [ 5 ]                           |

## Nombre d'émissions par année
| Année                   | Nombre de valeurs |    | Composition | Composition | Composition |      | Valeur faciale | Valeur faciale | Valeur faciale | Valeur faciale | Valeur faciale | Valeur faciale | Valeur faciale |
| Année                   | Nombre de valeurs | Or | Argent      | Autres      | 100 €       | 50 € | 25 €           | 20 €           | 10 €           | 5 €            | 1,50 €         |                |                |
| ----------------------- | ----------------- | -- | ----------- | ----------- | ----------- | ---- | -------------- | -------------- | -------------- | -------------- | -------------- | -------------- | -------------- |
| 2002                    | 7                 | 2  | 5           |             | 1           | 1    |                | 2              | 2              | 1              |                |                |                |
| 2003                    | 8                 | 2  | 5           | 1           | 1           | 1    | 1              | 2              | 2              | 1              |                |                |                |
| 2004                    | 9                 | 2  | 6           | 1           | 1           | 1    | 1              | 2              | 2              | 2              |                |                |                |
| 2005                    | 9                 | 2  | 6           | 1           | 1           | 1    | 1              | 2              | 2              | 2              |                |                |                |
| 2006                    | 9                 | 2  | 6           | 1           | 1           | 1    | 1              | 2              | 2              | 2              |                |                |                |
| 2007                    | 9                 | 2  | 6           | 1           | 1           | 1    | 1              | 2              | 2              | 2              |                |                |                |
| 2008                    | 9                 | 2  | 6           | 1           | 1           | 1    | 1              | 2              | 2              | 2              |                |                |                |
| Total                   | 60                | 14 | 40          | 6           | 7           | 7    | 6              | 14             | 14             | 12             |                |                |                |
| \| - Pièces frappées \| |                   |    |             |             |             |      |                |                |                |                |                |                |                |
| - Pièces frappées       |                   |    |             |             |             |      |                |                |                |                |                |                |                |

## Émissions en 2002
| Pièce de 5 € | Pièce de 5 €                                                                                               | Pièce de 5 € | |
| ------------ | --- | --- | --- |
|              | | | Commémoration du 250e anniversaire du zoo de Vienne (1752-2002), sur le site du château de Schönbrunn. |
|              | Avers | Le pavillon de l'empereur du château de Schönbrunn, entouré de nombreux animaux avec, dans la partie supérieure, le texte 250 JAHRE TIERGARTEN SCHÖNBRUNN et les dates 1752-2002. | |
| Revers       | les neuf blasons des provinces autrichiennes et la légende REPUBLIK ÖSTERREICH et la valeur faciale 5 EURO | | |
| Artistes     | Helmut Andexlinger et Herbert Waehner                                                                      | | |

| Pièces de 10 € | Pièces de 10 € | Pièces de 10 € |                                                                                 |
| -------------- | --- | --- | ------------------------------------------------------------------------------- |
|                | | | Série L'Autriche et son peuple (Österreich und sein Volk) : Le château d'Ambras |
|                | Avers | Trois musiciens de la cour traversant le hall espagnol du château d'Ambrass, d'après un dessin de 1569. |                                                                                 |
| Revers         | Vue générale du château avec ses jardins de style Renaissance, la légende REPUBLIK ÖSTERREICH, la localisation SCHLOSS AMBRAS la valeur faciale 10 EURO et le millésime 2002 | |                                                                                 |
| Artistes       | Andreas Zanaschka et Herbert Wähner. | |                                                                                 |
|                | | Série L'Autriche et son peuple (Österreich und sein Volk) : Le château d'Eggenberg |                                                                                 |
|                | Avers | Johannes Kepler qui a étudié dans ce château, devant son modèle d'Univers, fondé sur les cinq polyèdres réguliers et décrit dans son ouvrage Le Mysterium Cosmographicum. En légende : JOHANNES KEPLER et les dates 1571 et 1630. |                                                                                 |
| Revers         | Vue du château d'Eggenberg. En légende, REPUBLIK ÖSTERREICH, la localisation SCHLOSS EGGENBERG avec la valeur faciale 10 EURO et le millésime 2002                           | |                                                                                 |
| Artistes       | Andreas Zanaschka et Thomas Pesendorfer. | |                                                                                 |

| Pièces de 20 € | Pièces de 20 € | Pièces de 20 € |                                                                                      |
| -------------- | --- | --- | ------------------------------------------------------------------------------------ |
|                | | | Série L'Autriche à travers les âges (Österreich im Wandel der Zeit) : La Renaissance |
|                | Avers | Le portrait de Ferdinand I, frère de l'empereur Charles Quint. Ferdinand est le père de la lignée autrichienne de la dynastie des Habsbourg.Dans la légende, le nom FERDINAND I les dates 1503 et 1566. |                                                                                      |
| Revers         | La porte suisse du Palais de la Hofburg de Vienne. Ferdinand avait fait agrandir et rénover ce palais dans le style de la Renaissance. En légende, REPUBLIK OSTERREICH, la valeur faciale 20 EURO et le millésime 2002 | |                                                                                      |
| Artistes       | Thomas Pesendorfer et Herbert Wähner | |                                                                                      |
|                | | Série L'Autriche à travers les âges (Österreich im Wandel der Zeit) : Le Baroque |                                                                                      |
|                | Avers | Le portrait du Prince Eugène de Savoie. Dans la légende, le nom PRINZ EUGEN v SAVOYEN les dates 1663 et 1736.                                                                                           |                                                                                      |
| Revers         | Vue du grand escalier du palais du Prince de Savoie, maintenant ministère autrichien des finances. En légende, REPUBLIK ÖSTERREICH, la valeur faciale 20 EURO et le millésime 2002                                     | |                                                                                      |
| Artistes       | Andreas I. Zanaschka et Thomas Pesendorfer. | |                                                                                      |

| Pièce de 50 € | Pièce de 50 € | Pièce de 50 €                                         |                                                                    |
| ------------- | --- | ----------------------------------------------------- | ------------------------------------------------------------------ |
|               | |                                                       | Série 2000 ans de christianisme : Les ordres religieux et le monde |
|               | Avers | Un moine copiste assis devant un chevalet d'écriture. |                                                                    |
| Revers        | Saint-Benoît, fondateur de l'ordre bénédictin et du monachisme occidental et patriarche des moines d'Occident et Scolastique, sa sœur jumelle. Au-dessus des deux personnages, leurs noms BENEDICTUS et SCHOLASTICA, le millésime 2002, la légende REPUBLIK ÖSTERREICH, la valeur faciale 50 EURO. |                                                       |                                                                    |
| Artiste       | Helmut Andexlinger |                                                       |                                                                    |

| Pièce de 100 € | Pièce de 100 € | Pièce de 100 € |                                                  |
| -------------- | --- | --- | ------------------------------------------------ |
|                | | | Série Trésors de l'art d'Autriche : La sculpture |
|                | Avers | Une vue de la fontaine de la providence (Provendentia Brunnen), monument du centre de Vienne, œuvre de Georg Rafael Donner (1693-1741), avec la légende PROVENDENTIA BRUNNEN. |                                                  |
| Revers         | Le portrait de Georg Rafael Donner, avec le palais du Belvédère (Untere Belvedere) en arrière-plan, le millésime 2002, la légende REPUBLIK ÖSTERREICH, la valeur faciale 100 EURO. | |                                                  |
| Artistes       | Herbert Wähne et Thomas Pesendorfer | |                                                  |

## Émissions en 2003
| Pièce de 5 € | Pièce de 5 €                                                                                               | Pièce de 5 € |                                             |
| ------------ | --- | --- | ------------------------------------------- |
|              | | | Production d’hydroélectricité (Wasserkraft) |
|              | Avers | un barrage dans les Alpes produisant de l'hydroélectricité avec trois gouttes d'eau stylisées incluant un poisson, le tuyau de dérivation et une turbine hydraulique et le texte WASSERKRAFT et le millésime 2003. |                                             |
| Revers       | les neuf blasons des provinces autrichiennes et la légende REPUBLIK ÖSTERREICH et la valeur faciale 5 EURO | |                                             |
| Artistes     | Helmut Andexlinger et Thomas Pesendorfer                                                                   | |                                             |

| Pièces de 10 € | Pièces de 10 € | Pièces de 10 € |                                                                                        |
| -------------- | --- | --- | -------------------------------------------------------------------------------------- |
|                | | | Série L'Autriche et son peuple (Österreich und sein Volk - Teil 5) : Le château de Hof |
|                | Avers | Deux jardiniers travaillant dans le parc du palais de Hof, en habits de la période baroque.                                                            |                                                                                        |
| Revers         | Vue générale du château à partir de ses terrasses. En légende, REPUBLIK ÖSTERREICH, la localisation SCHLOSS HOF avec la valeur faciale 10 EURO et le millésime 2003                                                  | |                                                                                        |
| Artiste        | Andreas I. Zanaschka | |                                                                                        |
|                | | Série L'Autriche et son peuple (Österreich und sein Volk - Teil 5) : Le château de Schönbrunn                                                          |                                                                                        |
|                | Avers | les serres du château avec la légende PALMENHAUS. Construites au XIXe siècle, elles étaient la plus grande construction d'Europe en acier et en verre. |                                                                                        |
| Revers         | Vue de la façade centrale du château de Schönbrunn, avec la grande fontaine de l'avant-cour. En légende, REPUBLIK ÖSTERREICH, la localisation SCHLOSS SCHÖNBRUNN avec la valeur faciale 10 EURO et le millésime 2003 | |                                                                                        |
| Artistes       | Helmut Andexlinger et Andreas I. Zanaschka. | |                                                                                        |

| Pièces de 20 € | Pièces de 20 € | Pièces de 20 € |                                                                                      |
| -------------- | --- | --- | ------------------------------------------------------------------------------------ |
|                | | | Série L'Autriche à travers les âges (Österreich im Wandel der Zeit) : Le Biedermeier |
|                | Avers | Le portrait du Prince Metternich homme d'État, devant la carte d'Europe redessinée par le congrès de Vienne (1814-1815) après la défaite de Napoléon Bonaparte. En légende, son nom FÜRST METTERNICH et les dates 1773 et 1859. |                                                                                      |
| Revers         | Une des premières locomotives AJAX sur la première ligne autrichienne, la Kaiser Ferdinand's Nordbahn, qui a été inaugurée en 1837. En légende, REPUBLIK ÖSTERREICH, la valeur faciale 20 EURO et le millésime 2003 | |                                                                                      |
| Artiste        | Andreas I. Zanaschka | |                                                                                      |
|                | | Série L'Autriche à travers les âges (Österreich im Wandel der Zeit) : La période d'après-guerre. |                                                                                      |
|                | Avers | Quatre soldats américains dans une jeep Willys, avec les textes ERP (European Recovery Program) et WIEDRAUFBAU IN ÖSTERREICH.                                                                                                   |                                                                                      |
| Revers         | Les nouvelles Armoiries de l'Autriche, la légende REPUBLIK ÖSTERREICH, la valeur faciale 20 EURO et le millésime 2003                                                                                               | |                                                                                      |
| Artistes       | Thomas Pesendorfer et Herbert Wähner. | |                                                                                      |

| Pièce de 25 € | Pièce de 25 € | Pièce de 25 € |                                     |
| ------------- | --- | --- | ----------------------------------- |
|               | | | 700 ans de la cité de Hall au Tyrol |
|               | Avers | dans sa partie centrale, la gravure d'une pièce Gulden, telle que frappée en 1486 à Hall, centre important de frappe de monnaies. En légende, 700 JAHRE STADT HALL IN TIROL |                                     |
| Revers        | un satellite, en orbite, photographiant la ville de Hall. Dans la légende, la mention HALL IN TIROL 2003 et REPUBLIK OSTERREICH, la valeur faciale 25 EURO. | |                                     |
| Artistes      | Herbert Wähner et Helmut Andexlinger | |                                     |

| Pièce de 50 € | Pièce de 50 € | Pièce de 50 €                                          |                                              |
| ------------- | --- | ------------------------------------------------------ | -------------------------------------------- |
|               | |                                                        | Série 2000 ans de christianisme : La charité |
|               | Avers | l'extrait du Nouveau Testament avec le Bon Samaritain. |                                              |
| Revers        | une sœur d'un ordre de la charité soignant un malade. Autour des deux personnages la légende REPUBLIK ÖSTERREICH, la valeur faciale 50 EURO et le millésime 2003. |                                                        |                                              |
| Artistes      | Thomas Pesendorfer et Andreas I. Zanaschka |                                                        |                                              |

| Pièce de 100 € | Pièce de 100 € | Pièce de 100 €                                                      |                                                 |
| -------------- | --- | ------------------------------------------------------------------- | ----------------------------------------------- |
|                | |                                                                     | Série Trésors de l'art d'Autriche : La peinture |
|                | Avers | Le baiser (1908), œuvre de Gustav Klimt), avec la légende DER KUSS. |                                                 |
| Revers         | Une vue de Gustav Klimt, peintre symboliste autrichien, dans son atelier, avec son nom GUSTAV KLIMT, le millésime 2003, la légende REPUBLIK ÖSTERREICH et la valeur faciale 100 EURO. |                                                                     |                                                 |
| Artistes       | Herbert Wähne et Thomas Pesendorfer |                                                                     |                                                 |

## Émissions en 2004
| Pièces de 5 € | Pièces de 5 €                                                                                              | Pièces de 5 € |                                             |
| ------------- | --- | --- | ------------------------------------------- |
|               | | | Élargissement de l'Union européenne de 2004 |
|               | Avers | Une carte de l'Union européenne dont les nouveaux pays sont identifiés par un petit drapeau avec, sous la carte, les douze étoiles de l'Union et les noms des dix nouveaux membres et le texte EU-ERWEITERUNG - 2004 |                                             |
| Revers        | les neuf blasons des provinces autrichiennes et la légende REPUBLIK ÖSTERREICH et la valeur faciale 5 EURO | |                                             |
| Artistes      | Helmut Andexlinger et Thomas Pesendorfer                                                                   | |                                             |
|               | | 100 années de football |                                             |
|               | Avers | un joueur de football marquant un but et le texte 100 JAHRE FUSSBALL - 2004. |                                             |
| Revers        | les neuf blasons des provinces autrichiennes et la légende REPUBLIK ÖSTERREICH et la valeur faciale 5 EURO | |                                             |
| Artistes      | Helmut Andexlinger et Thomas Pesendorfer                                                                   | |                                             |

| Pièces de 10 € | Pièces de 10 € | Pièces de 10 € |                                                                                              |
| -------------- | --- | --- | -------------------------------------------------------------------------------------------- |
|                | | | Série L'Autriche et son peuple (Österreich und sein Volk - Teil 5) : Le château de Hellbrunn |
|                | Avers | Un portrait de l'archevêque Marcus Sitticus tenant le plan de la cathédrale de Salzbourg. En arrière-plan, le Théâtre Roman d'Hellbrunn avec de petits jets d'eau. |                                                                                              |
| Revers         | Vue de l'entrée du château de Hellbrunn, avec en arrière-plan des montagnes de la chaîne des Alpes. En légende, REPUBLIK ÖSTERREICH, la localisation SCHLOSS HELLBRUNN avec la valeur faciale 10 EURO et le millésime 2004 | |                                                                                              |
| Artistes       | Herbert Wähner et Thomas Pesendorfer | |                                                                                              |
|                | | Série L'Autriche et son peuple (Österreich und sein Volk - Teil 5) : Le château d'Artstetten                                                                       |                                                                                              |
|                | Avers | l'entrée de la crypte du château. Les portraits de l'archiduc Franz Ferdinand et de femme et leurs noms ERZHERZOG FRANZ FERDINAND - HERZOGIN SOPHIE v. HOHENBERG.  |                                                                                              |
| Revers         | Vue de la façade du château d'Artstetten. En légende, REPUBLIK ÖSTERREICH, la localisation SCHLOSS ARTSTETTEN avec la valeur faciale 10 EURO et le millésime 2004                                                          | |                                                                                              |
| Artistes       | Thomas Pesendorfer et Herbert Wähner. | |                                                                                              |

| Pièces de 20 € | Pièces de 20 € | Pièces de 20 € |                                                                       |
| -------------- | --- | --- | --------------------------------------------------------------------- |
|                | | | Série L'Autriche en mer (Österreich auf Hoher See) : Le S.M.S. Novara |
|                | Avers | Les portraits de l'Archiduc Ferdinand Maximilien, commandant en chef de la marine, et du Commodore Bernhard von Wüllerstorf-Urbair avec leurs noms ERZHERZOG FERDINAND MAX * BERNHARD VON WÜLLERSTORF-URBAIR.                                                         |                                                                       |
| Revers         | La frégate S.M.S. Novara dans les mers chinoises pendant son voyage autour du monde en 1857-1859. En légende, REPUBLIK ÖSTERREICH, la mention WELTUMSEGELUNG DER S.M.S. NOVARA 1857 - 1859, la valeur faciale 20 EURO et le millésime 2004 | |                                                                       |
| Artistes       | Thomas Pesendorfer et Herbert Wähner | |                                                                       |
|                | | Série L'Autriche en mer (Österreich auf Hoher See) : Le S.M.S. Erzherzog Ferdinand Max |                                                                       |
|                | Avers | Le portrait du contre-amiral Wilhelm von Tegetthoff d'après une peinture de Anton Romako, debout sur le pont du S.M.S. Erzherzog Ferdinand Max pendant la bataille de Lissa, avec quatre marins tenant la barre. Au-dessus, la légende ADMIRAL WILHELM VON TEGETTHOFF |                                                                       |
| Revers         | La frégate blindée S.M.S. Erzherzog Ferdinand Max avançant à pleine vapeur. En légende, la mention PANZERFREGATTE S.M.S. ERZHERZOG FERDINAND MAX, le nom du pays REPUBLIK ÖSTERREICH, la valeur faciale 20 EURO et le millésime 2004       | |                                                                       |
| Artistes       | Thomas Pesendorfer et Herbert Wähner. | |                                                                       |

| Pièce de 25 € | Pièce de 25 € | Pièce de 25 € |                                                   |
| ------------- | --- | --- | ------------------------------------------------- |
|               | | | 150 ans de la ligne de chemin de fer de Semmering |
|               | Avers | dans sa partie centrale, une locomotive à vapeur sortant d'un tunnel des Alpes. En légende, 150 JAHRE * SEMMERINGBAHN |                                                   |
| Revers        | Deux locomotives, la première, en avant-plan, est une locomotive à vapeur construite par Wilhelm Freiherr von Engerth au XIXe siècle, la seconde est une locomotive moderne, la Taurus de la série 1016. Dans la légende, le nom du pays REPUBLIK OSTERREICH, la valeur faciale 25 EURO et le millésime 2004. | |                                                   |
| Artistes      | Thomas Pesendorfer et Helmut Andexlinger | |                                                   |

| Pièce de 50 € | Pièce de 50 € | Pièce de 50 €                                                                                |                                              |
| ------------- | --- | -------------------------------------------------------------------------------------------- | -------------------------------------------- |
|               | |                                                                                              | Série Les grands compositeurs : Joseph Haydn |
|               | Avers | Le portrait de Joseph Haydn avec son nom JOSEPH HAYDN, sa signature et les dates 1732- 1809. |                                              |
| Revers        | Le château d'Esterhazy à Eisenstadt où Joseph Haydn a vécu de nombreuses années. Au-dessus une ligne de partition, la légende REPUBLIK ÖSTERREICH et la valeur faciale 50 EURO |                                                                                              |                                              |
| Artiste       | Herbert Wähner |                                                                                              |                                              |

| Pièce de 100 € | Pièce de 100 € | Pièce de 100 €                                                                                              |                                                      |
| -------------- | --- | --- | ---------------------------------------------------- |
|                | | | Série l'Art nouveau à Vienne: La Sécession viennoise |
|                | Avers | Une partie de la frise Beethoven , œuvre de Gustav Klimt (1693-1741), avec la légende PROVENDENTIA BRUNNEN. |                                                      |
| Revers         | Le palais de la sécession viennoise (Wiener Secessionsgebäude), construit en 1897 par Joseph Maria Olbrich, le nom du pays REPUBLIK ÖSTERREICH, la valeur faciale 100 EURO et le millésime 2004, | |                                                      |
| Artiste        | Helmut Andexlinger | |                                                      |

## Émissions en 2005
| Pièces de 5 € | Pièces de 5 €                                                                                              | Pièces de 5 € |                        |
| ------------- | --- | --- | ---------------------- |
|               | | | 100 ans de ski sportif |
|               | Avers | Un cristal de glace symbolisant les sports d'hiver, avec un skieur descendant en slalom. À droite la mention 100 JÄHRE SKISPORT et le millésime 2005                                          |                        |
| Revers        | les neuf blasons des provinces autrichiennes et la légende REPUBLIK ÖSTERREICH et la valeur faciale 5 EURO | |                        |
| Artistes      | Helmut Andexlinger et Herbert Wähner                                                                       | |                        |
|               | | Hymne européen, œuvre de Ludwig van Beethoven |                        |
|               | Avers | le théâtre de la cour impériale et royale de Vienne (Theater am Kärntnertor), les premières notes de la symphonie et les mentions EUROPA HYMNE, BEETHOVEN - WIEN - 1824 et le millésime 2005. |                        |
| Revers        | les neuf blasons des provinces autrichiennes et la légende REPUBLIK ÖSTERREICH et la valeur faciale 5 EURO | |                        |
| Artistes      | Helmut Andexlinger et Herbert Wähner                                                                       | |                        |

| Pièces de 10 € | Pièces de 10 € | Pièces de 10 €                                                                                             |                                  |
| -------------- | --- | --- | -------------------------------- |
|                | | | 60 ans de la deuxième République |
|                | Avers | Le Parlement séparé d'une foule de citoyens par une chaîne brisée, symbole de la libération de l'Autriche. |                                  |
| Revers         | Pallas Athéna, déesse de la sagesse, protectrice des sciences et des arts, se tenant sur le fronton du parlement à Vienne. Avec les écus des neuf provinces fédérées. En légende, REPUBLIK ÖSTERREICH avec la valeur faciale 10 EURO et le millésime 2005 | |                                  |
| Artistes       | Helmut Andexlinger et Herbert Wähner | |                                  |
|                | | Réouverture du théâtre national et de l'opéra national en 1955                                             |                                  |
|                | Avers | les masques de la tragédie et de la comédie avec la légende WIEDERERÖFFNUNG VON BURG UND OPER 1955.        |                                  |
| Revers         | Une vue des deux bâtiments, le théâtre national et l'opéra national. En légende, REPUBLIK ÖSTERREICH avec la valeur faciale 10 EURO et le millésime 2005                                                                                                  | |                                  |
| Artistes       | Helmut Andexlinger et Herbert Wähner. | |                                  |

| Pièces de 20 € | Pièces de 20 € | Pièces de 20 € |                                                                                           |
| -------------- | --- | --- | ----------------------------------------------------------------------------------------- |
|                | | | Série L'Autriche en mer (Österreich auf Hoher See) : L'expédition polaire - le Tegetthoff |
|                | Avers | Deux explorateurs sur la banquise, avec en arrière-plan, leur bateau polaire avec leurs noms JULIUS VON PAYER * KARL WEYPRECHT.                               |                                                                                           |
| Revers         | Le navire polaire Tegetthoff. En légende, REPUBLIK ÖSTERREICH, la mention ESPEDITIONSSCHIFF ADMIRAL TEGETTHOFF, la valeur faciale 20 EURO et le millésime 2005                                                           | |                                                                                           |
| Artistes       | Thomas Pesendorfer et Herbert Wähner | |                                                                                           |
|                | | Série L'Autriche en mer (Österreich auf Hoher See) : Le S.M.S. Sankt Georg                                                                                    |                                                                                           |
|                | Avers | Une vue de l'arsenal naval de Pola, principale base navale de la marine austro-hongroise depuis le milieu du XIXe siècle. Au-dessus, la légende SEEHAFEN POLA |                                                                                           |
| Revers         | Le croiseur SMS Sankt Georg naviguant dans le port de New York le 17 mai 1907. En légende, la mention PANZERKREUZER S.M.S. ST. GEORG, le nom du pays REPUBLIK ÖSTERREICH, la valeur faciale 20 EURO et le millésime 2005 | |                                                                                           |
| Artiste        | Thomas Pesendorfer. | |                                                                                           |

| Pièce de 25 € | Pièce de 25 € | Pièce de 25 € |                         |
| ------------- | --- | --- | ----------------------- |
|               | | | 50 ans de la télévision |
|               | Avers | dans sa partie centrale, une vue du globe terrestre, avec en avant-plan une antenne dipolaire de télévision. Dans le cercle extérieur, plusieurs objets liés à la télévision : caméra, antennes, satellites... En légende, 50 JAHRE FERNSEHEN |                         |
| Revers        | Dans la partie centrale, la mire utilisée pour la calibration de l'écran. Dans la légende, le nom du pays REPUBLIK OSTERREICH, la valeur faciale 25 EURO et le millésime 2005. | |                         |
| Artiste       | Helmut Andexlinger | |                         |

| Pièce de 50 € | Pièce de 50 € | Pièce de 50 €                                                                                                 |                                                      |
| ------------- | --- | --- | ---------------------------------------------------- |
|               | | | Série Les grands compositeurs : Ludwig van Beethoven |
|               | Avers | Le portrait de Ludwig van Beethoven avec son nom LUDWIG VAN BEETHOVEN, sa signature et les dates 1770 - 1827. |                                                      |
| Revers        | La façade du Palais Lobkowitz, une représentation de la page de la symphonie héroïque, la légende REPUBLIK ÖSTERREICH et la valeur faciale 50 EURO | |                                                      |
| Artiste       | Helmut Andexlinger et Herbert Wähner | |                                                      |

| Pièce de 100 € | Pièce de 100 € | Pièce de 100 €                                                                               |                                                                          |
| -------------- | --- | -------------------------------------------------------------------------------------------- | ------------------------------------------------------------------------ |
|                | |                                                                                              | Série l'Art nouveau à Vienne : l'église du Steinhof (Kirche am Steinhof) |
|                | Avers | Le vitrail de Koloman Moser, situé au-dessus de l'entrée principale de l'église du Steinhof. |                                                                          |
| Revers         | Une vue de l'église du Steinhof, située dans l'hopital psychiatrique du Steinhof à Vienne, le texte KIRCHE AM STEINHOF, le nom du pays REPUBLIK ÖSTERREICH, la valeur faciale 100 EURO et le millésime 2005, |                                                                                              |                                                                          |
| Artiste        | Thomas Pesendorfer et Helmut Andexlinger |                                                                                              |                                                                          |

## Émissions en 2006
| Pièces de 5 € | Pièces de 5 €                                                                                              | Pièces de 5 € |                                                  |
| ------------- | --- | --- | ------------------------------------------------ |
|               | | | La présidence autrichienne de l'Union européenne |
|               | Avers | Le château de Hofburg vu de la Josefsplatz avec la statue équestre de Joseph II. Au-dessus la mention ÖSTERREICHISCHE PRÄSIDENTSCHAFT IM RAT DER EU et le millésime 2006 au centre de douze étoiles |                                                  |
| Revers        | les neuf blasons des provinces autrichiennes et la légende REPUBLIK ÖSTERREICH et la valeur faciale 5 EURO | |                                                  |
| Artiste       | Helmut Andexlinger                                                                                         | |                                                  |
|               | | 250e anniversaire de la naissance de Wolfgang Amadeus Mozart |                                                  |
|               | Avers | Le portrait de profil de Mozart devant la cathédrale de Salzbourg et les mentions WOLFGANG AMADEUS MOZART, les dates 1766-1791 et le millésime 2006.                                                |                                                  |
| Revers        | les neuf blasons des provinces autrichiennes et la légende REPUBLIK ÖSTERREICH et la valeur faciale 5 EURO | |                                                  |
| Artistes      | Helmut Andexlinger et Thomas Pesendorfer                                                                   | |                                                  |

| Pièces de 10 € | Pièces de 10 € | Pièces de 10 €                                                                                          |                                                                                           |
| -------------- | --- | --- | ----------------------------------------------------------------------------------------- |
|                | | | Série L'Autriche et son peuple (Österreich und sein Volk - Teil 6) : L'abbaye de Göttweig |
|                | Avers | Les grands escaliers amenant aux appartements de l'empereur à l'abbaye avec le portrait de Charles VI . |                                                                                           |
| Revers         | Vue de l'abbaye et de ses tours avec en avant-plan des arbres et des vignes. En légende, REPUBLIK ÖSTERREICH, la localisation BENEDIKTINERSTIFT GÖTTWEIG avec la valeur faciale 10 EURO et le millésime 2004                    | |                                                                                           |
| Artistes       | Herbert Wähner et Thomas Pesendorfer | |                                                                                           |
|                | | Série L'Autriche et son peuple (Österreich und sein Volk - Teil 6) : L'abbaye de Nonnberg               |                                                                                           |
|                | Avers | la crypte consacrée à Érentrude de Salzbourg, première abbesse du couvent et en avant-plan sa statue.   |                                                                                           |
| Revers         | Vue du couvent bénédiction de Nonnberg, avec en arrière-plan, le château de Hohensalzburg. En légende, REPUBLIK ÖSTERREICH, la localisation BENEDIKTINERINNENABTEI NONNBERG avec la valeur faciale 10 EURO et le millésime 2006 | |                                                                                           |
| Artiste        | Thomas Pesendorfer. | |                                                                                           |

| Pièces de 20 € | Pièces de 20 € | Pièces de 20 € |                                                                                       |
| -------------- | --- | --- | ------------------------------------------------------------------------------------- |
|                | | | Série L'Autriche en mer (Österreich auf Hoher See) : La marine marchande autrichienne |
|                | Avers | Une vue du port de Trieste, avec à l'avant-plan le blason de la ville à l'époque austro-hongroise et la mention HAFEN VON TRIEST.                                 |                                                                                       |
| Revers         | Le paquebot Kaiser Franz Joseph I, sortant du port de Trieste. En légende, REPUBLIK ÖSTERREICH, la mention ÖSTERREICHISCHE HANDELSMARINE, la valeur faciale 20 EURO et le millésime 2006                                        | |                                                                                       |
| Artistes       | Thomas Pesendorfer et Herbert Wähner | |                                                                                       |
|                | | Série L'Autriche en mer (Österreich auf Hoher See) : Le SMS Viribus Unitis                                                                                        |                                                                                       |
|                | Avers | Une vue du navire de combat, le SMS Viribrus nitis, avec un avion biplan et le kiosque d'un sous-marin en avant-plan. Au-dessus, la légende K. u. K. KRIEGSMARINE |                                                                                       |
| Revers         | Le croiseur SMS Viribrus nitis naviguant en pleine mer, dans une escadre de navires de guerre. En légende, la mention S.M.S. VIRIBUS UNITIS, le nom du pays REPUBLIK ÖSTERREICH, la valeur faciale 20 EURO et le millésime 2006 | |                                                                                       |
| Artiste        | Helmut Andexlinger et Thomas Pesendorfer. | |                                                                                       |

| Pièce de 25 € | Pièce de 25 € | Pièce de 25 € |                                     |
| ------------- | --- | --- | ----------------------------------- |
|               | | | Le satellite européen de navigation |
|               | Avers | dans sa partie centrale, une vue du globe terrestre, avec des orbites de satellites. Dans le cercle extérieur, des moyens de transports (avions, bateaux, camions,...) utilisant la navigation par satellite. En légende, EUROPÄISCHE SATELLITENNAVIGATION |                                     |
| Revers        | Dans la partie centrale, un compas avec en texte les coordonnées géographiques de la Münze Österreich. Dans la légende, le nom du pays REPUBLIK OSTERREICH, la valeur faciale 25 EURO et le millésime 2006. | |                                     |
| Artistes      | Herbert Wähner et Thomas Pesendorfer | |                                     |

| Pièce de 50 € | Pièce de 50 €                                                                                         | Pièce de 50 € |                                                         |
| ------------- | --- | --- | ------------------------------------------------------- |
|               | | | Série Les grands compositeurs : Wolfgang Amadeus Mozart |
|               | Avers                                                                                                 | Le portrait de Wolfgang Amadeus Mozart et, en arrière-plan, celui de son père, Leopold Mozart avec leurs noms LEOPOLD - WOLFGANG AMADEUS MOZART et les dates 1756 - 1791. |                                                         |
| Revers        | Une vue de la Getreidegasse de Salzbourg, la légende REPUBLIK ÖSTERREICH et la valeur faciale 50 EURO | |                                                         |
| Artistes      | Helmut Andexlinger et Herbert Wähner                                                                  | |                                                         |

| Pièce de 100 € | Pièce de 100 € | Pièce de 100 €                         |                                                                              |
| -------------- | --- | -------------------------------------- | ---------------------------------------------------------------------------- |
|                | |                                        | Série l'Art nouveau à Vienne: le pont de la rivière Vienne (Wienflussportal) |
|                | Avers | La grille d'entrée du parc, côté pont. |                                                                              |
| Revers         | Une vue de la Vienne avec le pont et le pavillon, le texte WIENFLUSS-PORTAL, le nom du pays REPUBLIK ÖSTERREICH, la valeur faciale 100 EURO et le millésime 2006, |                                        |                                                                              |
| Artiste        | Helmut Andexlinger |                                        |                                                                              |

## Émissions en 2007
| Pièces de 5 € | Pièces de 5 €                                                                                              | Pièces de 5 € |                                                         |
| ------------- | --- | --- | ------------------------------------------------------- |
|               | | | 100e anniversaire du suffrage universel pour les hommes |
|               | Avers | Un dessin fait à partir d'une photo de la session d'ouverture du parlement après les élections de 1907. En medaillon les portraits de l'empereur François-Joseph Ier et de Max Wladimir von Beck. Dans la partie supérieure, la mention 100 JAHRE WAHLRECHTSREFORM, les dates 1907-2007 et dans la partie inférieure KAISER FRANZ JOSEPH I et FREIHERR VON BECK. |                                                         |
| Revers        | les neuf blasons des provinces autrichiennes et la légende REPUBLIK ÖSTERREICH et la valeur faciale 5 EURO | |                                                         |
| Artistes      | Helmut Andexlinger et Herbert Wähner                                                                       | |                                                         |
|               | | Le 850e anniversaire de la ville de Mariazell |                                                         |
|               | Avers | La façade de la basilique Unserer Lieben Frau Zu Zell de Mariazell, avec sa partie centrale gothique flanquée de deux tours baroques, la mention 850 JAHRE MARIAZELL et les dates 1157-2007. |                                                         |
| Revers        | les neuf blasons des provinces autrichiennes et la légende REPUBLIK ÖSTERREICH et la valeur faciale 5 EURO | |                                                         |
| Artistes      | Helmut Andexlinger et Thomas Pesendorfer                                                                   | |                                                         |

| Pièces de 10 € | Pièces de 10 € | Pièces de 10 € |                                                                                       |
| -------------- | --- | --- | ------------------------------------------------------------------------------------- |
|                | | | Série L'Autriche et son peuple (Österreich und sein Volk - Teil 6) : L'abbaye de Melk |
|                | Avers | Une vue du dôme de l'église, œuvre du peintre Johann Michael Rottmayr. En avant-plan, la croix de Melker Cross, reliquaire du XIVe siècle en or et pierres précieuses contenant un fragment de la croix du Christ. |                                                                                       |
| Revers         | Vue de l'abbaye avec en avant-plan l'écu composé de deux clefs croisées. En légende, REPUBLIK ÖSTERREICH, la localisation STIFT MELK avec la valeur faciale 10 EURO et le millésime 2007 | |                                                                                       |
| Artistes       | Thomas Pesendorfer et Herbert Wähner | |                                                                                       |
|                | | Série L'Autriche et son peuple (Österreich und sein Volk - Teil 6) : L'abbaye de St. Paul de Lavanttal |                                                                                       |
|                | Avers | Le portail sud, construit en 1618, de l'abbaye. |                                                                                       |
| Revers         | Vue de l'abbaye Saint-Paul dans les collines boisées. En légende, REPUBLIK ÖSTERREICH, la localisation ST. PAUL IM LAVANTTAL avec la valeur faciale 10 EURO et le millésime 2006         | |                                                                                       |
| Artiste        | Thomas Pesendorfer et Herbert Wähner. | |                                                                                       |

| Pièces de 20 € | Pièces de 20 € | Pièces de 20 € |                                                                                                 |
| -------------- | --- | --- | ----------------------------------------------------------------------------------------------- |
|                | | | Série Les chemins de fer autrichiens (Österreichische Eisenbahnen) : La ligne Kaiser Ferdinands |
|                | Avers | Une vue d'un train traversant le pont sur le Danube à l'occasion de l'inauguration de la section nord entre Vienne et Wagram le 6 janvier 1838 et la mention KAISER FERDINADNS NORDBAHN. |                                                                                                 |
| Revers         | Une vue de la première locomotive à rouler dans l'empire austro-hongrois avec ses wagons de première, seconde et troisième classes. En légende la mention DAMPFLOKOMOTIVE AUSTRIA * 1837, le nom du pays REPUBLIK ÖSTERREICH, la valeur faciale 20 EURO et le millésime 2007 | |                                                                                                 |
| Artistes       | Thomas Pesendorfer et Helmut Andexlinger | |                                                                                                 |
|                | | Série Les chemins de fer autrichiens (Österreichische Eisenbahnen) : La section Vienne-Trieste                                                                                           |                                                                                                 |
|                | Avers | Une locomotive Type 17c372 devant le port de Trieste, avec le nom DAMPFLOKOMOTIVE 17c372. Au-dessus, la légende K.K. SÜDBAHN WIEN - TRIEST                                               |                                                                                                 |
| Revers         | Une locomotive Steinbrück. En légende, la mention DAMPF-LOKOMOTIVE STEINBRÜCK * 1848, le nom du pays REPUBLIK ÖSTERREICH, la valeur faciale 20 EURO et le millésime 2007 | |                                                                                                 |
| Artiste        | Herbert Wähner et Thomas Pesendorfer. | |                                                                                                 |

| Pièce de 25 € | Pièce de 25 € | Pièce de 25 € |                       |
| ------------- | --- | --- | --------------------- |
|               | | | Aviation autrichienne |
|               | Avers | dans sa partie centrale, deux avions du début du XXe siècle, le Etrich-Taube et le Zanonia. Dans la partie extérieure, le pilote Igo Etrich. En légende, LUFTFAHRT IN ÖSTERREICH |                       |
| Revers        | Dans la partie centrale, une vue de l'intérieur du cockpit d'un avion moderne. Dans la légende, le nom du pays REPUBLIK OSTERREICH, la valeur faciale 25 EURO et le millésime 2007. | |                       |
| Artistes      | Herbert Wähner et Thomas Pesendorfer | |                       |

| Pièce de 50 € | Pièce de 50 € | Pièce de 50 € |                                                |
| ------------- | --- | --- | ---------------------------------------------- |
|               | | | Série Les grands médecins : Gerard van Swieten |
|               | Avers | Une vue de l'Académie des Sciences, le texte; érit à la main, de la réforme Plan pour la faculté de médicine (en français), et une branche d'acajou des Antilles (swietenia mahagoni). |                                                |
| Revers        | Le portrait de Gerard van Swieten, le baton d'Aesculapius, son nom GERARD VAN SWIETEN, la légende REPUBLIK ÖSTERREICH, la valeur faciale 50 EURO et le millésime 2007 | |                                                |
| Artiste       | Helmut Andexlinger | |                                                |

| Pièce de 100 € | Pièce de 100 € | Pièce de 100 €                                   |                                                                         |
| -------------- | --- | ------------------------------------------------ | ----------------------------------------------------------------------- |
|                | |                                                  | Série l'Art nouveau à Vienne : le building de la Linke Wienzeile Nr. 38 |
|                | Avers | L'ascenseur et l'escalier principal de la maison |                                                                         |
| Revers         | Une vue du building situé au Nr 38 de la Linke Wienzeile, avec au-dessus les deux statues du sculpteur Othmar Schimkowitz, le nom du pays REPUBLIK ÖSTERREICH, la valeur faciale 100 EURO et le millésime 2007, |                                                  |                                                                         |
| Artiste        | Thomas Pesendorfer et Helmut Andexlinger |                                                  |                                                                         |

## Émissions en 2008
| Pièces de 5 € | Pièces de 5 €                                                                                              | Pièces de 5 € |                                                                            |
| ------------- | --- | --- | -------------------------------------------------------------------------- |
|               | | | Championnat d'Europe de football 2008 organisé par la Suisse et l'Autriche |
|               | Avers | Représentation d'un joueur sur le terrain dans un stade. Dans la partie supérieure, les mentions BERN, EASEL, INNSBRUCK et KLAGENFURT et dans la partie inférieure FUSSBALL 2008. |                                                                            |
| Revers        | les neuf blasons des provinces autrichiennes et la légende REPUBLIK ÖSTERREICH et la valeur faciale 5 EURO | |                                                                            |
| Artistes      | Helmut Andexlinger et Thomas Pesendorfer                                                                   | |                                                                            |
|               | | Championnat d'Europe de football 2008 organisé par la Suisse et l'Autriche |                                                                            |
|               | Avers | Représentation de deux joueurs sur le terrain dans un stade. Dans la partie supérieure, les mentions WIEN, SALZBURG, GENF et ZÜRICH et dans la partie inférieure FUSSBALL 2008.   |                                                                            |
| Revers        | les neuf blasons des provinces autrichiennes et la légende REPUBLIK ÖSTERREICH et la valeur faciale 5 EURO | |                                                                            |
| Artistes      | Helmut Andexlinger et Thomas Pesendorfer                                                                   | |                                                                            |

| Pièces de 10 € | Pièces de 10 € | Pièces de 10 €                                                                          |                                                                                                 |
| -------------- | --- | --------------------------------------------------------------------------------------- | ----------------------------------------------------------------------------------------------- |
|                | |                                                                                         | Série L'Autriche et son peuple (Österreich und sein Volk - Teil 6) : L'abbaye de Klosterneuburg |
|                | Avers | Le cloitre gothique de l'abbaye, avec le vitrail représentant St. Léopold.              |                                                                                                 |
| Revers         | Vue de l'abbaye sur les pentes du Leopoldsberg. En légende, REPUBLIK ÖSTERREICH, la localisation STIFT KLOSTERNEUBURG avec la valeur faciale 10 EURO et le millésime 2008 |                                                                                         |                                                                                                 |
| Artiste        | Thomas Pesendorfer |                                                                                         |                                                                                                 |
|                | | Série L'Autriche et son peuple (Österreich und sein Volk - Teil 6) : L'abbaye de Seckau |                                                                                                 |
|                | Avers | La nef centrale de l'église de l'abbaye.                                                |                                                                                                 |
| Revers         | Vue de l'abbaye de Seckau. En légende, REPUBLIK ÖSTERREICH, la localisation BENEDIKTINERABTEI SECKAU avec la valeur faciale 10 EURO et le millésime 2008                  |                                                                                         |                                                                                                 |
| Artiste        | Herbert Wähner et Thomas Pesendorfer. |                                                                                         |                                                                                                 |

| Pièces de 20 € | Pièces de 20 € | Pièces de 20 € |                                                                                                 |
| -------------- | --- | --- | ----------------------------------------------------------------------------------------------- |
|                | | | Série Les chemins de fer autrichiens (Österreichische Eisenbahnen) : Le train à la Belle Époque |
|                | Avers | Une vue de l'arrivée d'un train à la gare du nord de Vienne avec une dame sur le quai en avant-plan. Au-dessous, la mention NORDBAHNHOF WIEN. |                                                                                                 |
| Revers         | Une vue d'une locomotive à vapeur kkStB 310. En légende la mention DAMPFLOKOMOTIVE AUSTRIA kkStB 310, le nom du pays REPUBLIK ÖSTERREICH, la valeur faciale 20 EURO et le millésime 2008 | |                                                                                                 |
| Artistes       | Thomas Pesendorfer et Helmut Andexlinger | |                                                                                                 |
|                | | Série Les chemins de fer autrichiens (Österreichische Eisenbahnen) : La section ouest Impératrice Elisabeth                                   |                                                                                                 |
|                | Avers | Un train en quai avec des passagers. Au-dessus, la légende KAISERIN – ELISABETH – WESTBAHN                                                    |                                                                                                 |
| Revers         | Une locomotive à vapeur kkStB 306.01 franchissant un pont. En légende, la mention LOK- kkStB 306, le nom du pays REPUBLIK ÖSTERREICH, la valeur faciale 20 EURO et le millésime 2008     | |                                                                                                 |
| Artiste        | Herbert Wähner et Thomas Pesendorfer. | |                                                                                                 |

| Pièce de 25 € | Pièce de 25 € | Pièce de 25 € |            |
| ------------- | --- | --- | ---------- |
|               | | | La lumière |
|               | Avers | dans sa partie centrale, à gauche, un portrait de Carl Auer von Welsbach et un centre un soleil éclairant divers type d'ampoules de led représentées dans la partie extérieure. |            |
| Revers        | Dans la partie centrale, la représentation d'un homme allumant un réverbère devant l'hôtel de ville de Vienne au XIXe siècle. Dans la légende, le nom du pays REPUBLIK OSTERREICH, la valeur faciale 25 EURO et le millésime 2008. | |            |
| Artiste       | Herbert Wähner | |            |

| Pièce de 50 € | Pièce de 50 € | Pièce de 50 € |                                                        |
| ------------- | --- | --- | ------------------------------------------------------ |
|               | | | Série Les grands médecins : Ignace Philippe Semmelweis |
|               | Avers | Une vue de l'ancien hôpital général de Vienne avec le texte ALLGEMEINEN KRANKENHAUSE WIEN avec en médaillon un professeur et un élève se désinfectant les mains. |                                                        |
| Revers        | Le portrait de Ignaz Philipp Semmelweis, le baton d'Aesculapius, son nom IGNAZ PHILIPP SEMMELWEIS, la légende REPUBLIK ÖSTERREICH, la valeur faciale 50 EURO et le millésime 2008 | |                                                        |
| Artiste       | Thomas Pesendorfer | |                                                        |

| Pièce de 100 € | Pièce de 100 € | Pièce de 100 €                                           |                                                                       |
| -------------- | --- | -------------------------------------------------------- | --------------------------------------------------------------------- |
|                | |                                                          | Série les couronnes des Habsbourg : Le Saint-Empire romain germanique |
|                | Avers | L'empereur Otton le Grand assis, avec lea légende OTTO I |                                                                       |
| Revers         | Une représentation de la couronne des empereurs du Saint-Empire romain germanique, avec la légende KRONR DES HL. RÖMISCHEN REICHES, le nom du pays REPUBLIK ÖSTERREICH, la valeur faciale 100 EURO et le millésime 2008, |                                                          |                                                                       |
| Artiste        | Thomas Pesendorfer |                                                          |                                                                       |

## La pièce d'or «Orchestre philharmonique de Vienne»
- La pièce de monnaie d'or « Orchestre philharmonique » autrichienne est émise par l'Institut monétaire d'Autriche (Münze Österreich) à Vienne.
- L'Autriche émet depuis des années une pièce en or (ainsi que des pièces divisionnaires) d'une once d'une valeur nominale de 2 000 shillings. Cette pièce est vendue à un prix proche du marché de l'or, ce qui en fait la pièce d'or européenne de thésaurisation au même titre que le Krugerrand sud-africain, la Canadian Maple Leaf, le Nugget australien ou l'Eagle américain.
- En 2002, la pièce de 100 euro a été frappée en remplacement de la pièce de 2 000 schillings. Pièce en or 24 carats, son diamètre est de 37 millimètres et son épaisseur de 2 millimètres.
- Du fait de son appartenance à la zone euro et de sa stabilité économique réputée, l'Autriche a une excellente réputation monétaire. C'est également ce pays qui a été un des premiers États de la zone euro à émettre des pièces d'or en euro.
- La pièce est une conception harmonieuse des instruments de musique[pas clair] de l'Orchestre philharmonique de Vienne, célèbre dans le monde, représentés au revers de la pièce de monnaie. Le « Musikverein » en est le thème. Il s'agit d'une des pièces les plus finement travaillées. Avec ses 999,9 pour mille d'or pur (ou 24 carats), sa pureté est garantie par la banque centrale d'Autriche. Cette pièce a été la pièce d'or la plus vendue au monde en 1992 et en 1995.

## Pièce de 100 000 euros
| - 2004 - thème "Le Philharmonique : 150e anniversaire de l'orchestre" |  | |
|                                                                       |  | - C'est la pièce ayant la plus grande valeur faciale en euro - Elle a été émise à 15 exemplaires et elle est en or pur à 999,9 pour mille - Ses dimensions et son poids sont : 31103 g et 370 mm de diamètre |